# Bruno von Kiesling auf Kieslingstein
Friedrich Bruno Edler von Kiesling auf Kieslingstein (* 6. Oktober 1878 in Lohr am Main; † 20. Februar 1957 in Regenstauf) war ein deutscher Generalleutnant im Zweiten Weltkrieg.

## Leben

### Herkunft
Bruno entstammte der II. Linie des 1810 in den erblichen bayerischen Adelstand erhobenen Familie Kiesling auf Kieslingstein. Er war das älteste von acht Kindern des Fabrikbesitzers Gottfried Edler von Kiesling auf Kieslingstein (1840–1900) und dessen Ehefrau Anna, geborene Plankenbühler (1849–1907). Der spätere chilenische Brigadegeneral Johann von Kiesling auf Kieslingstein (1873–1948) war sein Cousin.

### Militärkarriere
Nach dem Besuch eines humanistischen Gymnasiums trat Kiesling am 15. Juli 1897 als Fahnenjunker in das 17. Infanterie-Regiment der Bayerischen Armee ein. Er absolvierte die Kriegsschule in München, avancierte anschließend Mitte März 1899 zum Leutnant und wirkte mehrere Jahre als Adjutant des III. Bataillons. Ab Oktober 1909 absolvierte Kiesling zur weiteren Ausbildung für drei Jahre die Kriegsakademie in München, die ihm die Qualifikation für die Höhere Adjutantur, den Referatsdienst und den Militäreisenbahndienst aussprach. Während dieser Zeit zum Oberleutnant aufgestiegen, war er anschließend in der Folge zur Linienkommandantur K II und als Hilfslehrer zu den praktischen Übungen an die Kriegsakademie sowie zur Zentralstelle des Generalstabes kommandiert.
Mit der Mobilmachung anlässlich des Ersten Weltkriegs erhielt Kiesling eine Verwendung als Zweiter Adjutant (II b) beim Armeeoberkommando 6 und nahm in dieser Eigenschaft an den Kämpfen in Lothringen und in Flandern teil. Vom 5. Januar bis zum 16. Oktober 1915 war er bei der Etappeninspektion der Armeeabteilung Falkenhausen tätig und wurde anschließend in die Armeeabteilung des Kriegsministeriums nach München versetzt. Am 6. Februar 1917 wurde Kiesling zum Ersten Generalstabsoffizier der 15. Infanterie-Division ernannt, mit der er sich an der Westfront an den Kämpfen in Lothringen, an der Aisne und in der Champagne beteiligte. Während der Stellungskämpfe bei Verdun erfolgte am 14. Dezember 1917 seine Beförderung zum Major. Mitte Februar 1918 wurde Kiesling als Referent in der Generalstabs-Sektion erneut in das Kriegsministerium nach München versetzt. Ausgezeichnet mit beiden Klassen des Eisernen Kreuzes und des Militärverdienstordens III. Klasse mit Schwertern erlebt er hier das Kriegsende und wurde am 13. Februar 1919 aus dem Militärdienst verabschiedet.
Ab 1. Februar 1927 war Kiesling als Oberleiter des Grenzschutzes an der bayerischen Ostgrenze (Wehrkreis VII) tätig und wurde am 1. Februar 1933 L-Offizier und Oberst. Zwei Monate später erfolgte seine Ernennung zum Leiter der Zentralwerbestelle in Regensburg, aus der zum 1. Oktober 1933 die dortige Wehrersatz-Inspektion hervorging. Ab diesem Zeitpunkt fungierte er als Inspekteur dieser Inspektion, wurde am 5. März 1935 E-Offizier sowie am 1. Oktober 1938 in das aktive Offizierskorps übernommen. Nach dem Beginn des Zweiten Weltkriegs stieg Kiesling in seiner Funktion am 1. November 1941 zum Generalleutnant auf, befand sich vom 1. bis zum 30. April 1943 in der Führerreserve und wurde anschließend aus dem Militärdienst verabschiedet.

### Familie
Kiesling hatte sich am 11. Oktober 1906 in Augsburg mit Berta Girl (* 1882) verheiratet. Aus der Ehe gingen die vier Söhne Kurt (* 1907), Wolf (*/† 1909), Rolf (* 1911) und Helmut (* 1912) hervor.